# Försvarsöverenskommelsen 2015
Försvarsöverenskommelsen 2015 är en politisk överenskommelse som ingicks 17 april 2015 av Socialdemokraterna, Miljöpartiet, Moderaterna, Centerpartiet och Kristdemokraterna. Överenskommelsen rör det svenska försvarets inriktning 2016-2020.

## Politisk bakgrund
Regeringspartierna förhandlade med allianspartierna om en gemensam inriktning av den svenska försvarspolitiken. Först kunde man inte komma överens, eftersom allianspartierna krävde högre anslag och en utredning om svenskt medlemskap i NATO. Men genom att överlämna de frågor man inte var överens om till en särskild utredning, kunde en man nå en uppgörelse. Dåvarande Folkpartiet deltog dock inte i överenskommelsen.  Uppgörelsen betyder att Försvarsmakten skall tillföras ytterligare 13,7 miljarder kronor under perioden 2016-2020. Det är fyra miljarder mer än regeringens utgångsbud, men åtta miljarder mindre än den summa som Försvarsmakten hade begärt. Jan Björklund kritiserade överenskommelsen som alltför snål: "det bidde en tumme".

## Överenskommelsens innehåll

### Säkerhetspolitisk bakgrund
Försvarsöverenskommelsen konstaterar att Sveriges säkerhetspolitiska läge försämrats och att det finns behov av att stärka försvarets ekonomi.

### Förstärkningar
- Alla förband skall kunna genomföra krigsförbandsövningar.
- En motoriserad skyttebataljon och två brigadspaningskompanier tillkommer.
- 18. stridsgruppen organiseras från och med 2018.
- Nytt stridsfordonsburet granatkastarsystem tillförs.
- Hemvärnet tillförs granatkastare och bataljonsledningsförmåga.
- Två korvetter av Gävle-klass modifieras så att de är relevanta till mitten av 2020-talet.
- Två bevakningsbåtar modifieras.

### Stridskrafternas storlek

#### Armén
- Två brigadstaber
- Två brigadspaningskompanier
- Fem mekaniserade bataljoner
- Två motoriserade skyttebataljoner
- En lätt bataljon
- 1 mekaniserad stridsgrupp (Gotland)
- Två artilleribataljoner
- Två luftvärnsbataljoner
- Två ingenjörbataljoner
- En jägarbataljon
- En underrättelsebataljon
- En säkerhetsbataljon
- En militärpolisbataljon
- En livbataljon
- Ett CBRN-kompani
- Ett tungt transportkompani
- 40 hemvärnsbataljoner

#### Marinen
Sjögående förbanden kärna består av sju korvetter, fyra ubåtar och sju minröjningsfartyg.

- Två sjöstridsflottiljledningar
- Två korvettdivisioner
- Två minröjningsdivisioner
- Två underhållsdivisioner
- En röjdykardivision
- En ubåtsflottiljledning
- En ubåtsdivision
- En amfibiebataljon
- Ett bevakningsbåtkompani
- En marinbas

#### Flygvapnet
- Fyra flygflottiljer
- Sex stridsflygdivisioner (JAS 39C/D
- En transport- och specialflygdivision
- En stridslednings- och luftbevakningsbataljon
- En helikopterflottilj

#### Försvarsmaktsgemensamt
- Högkvarteret
- Fyra regionala staber
- En sambandsbataljon
- En ledningsplatsbataljon
- En telekrigföringsbataljon
- FMLOG
- Två logistikbataljoner
- En teknisk bataljon
- Ett trafik- och transportledningskompani
- Två sjukhuskompanier
- Två sjukvårdsförstärkningskompanier
- Särskilda operationsgruppen
- 19 depåförband

### Personal
Personalen skall bestå av kontinuerligt tjänstgörande personal, yrkesofficerare och gruppbefäl, soldater och sjömän; tidvis tjänstgörande personal , reservofficerare och gruppbefäl, soldater och sjömän). Dessutom skall totalförsvarspliktiga gruppbefäl, soldater och sjömän krigsplaceras. Dessa utgörs av personer som tidigare genomfört värnpliktstjänstgöring eller har avslutat sin anställning i Försvarsmakten. I krigsförbanden skall också finnas civilanställda i Försvarsmakten vilka krigsplacerats. Arméns personal skall huvudsak utgöras av tidvis tjänstgörande personal kompletterad med ej anställd pliktplacerad personal. Två mekaniserade bataljoner och en motoriserad skyttebataljon skall vara stående förband. Den grundläggande militära utbildningen skall i allmänhet omfatta 9-12 månader, för hemvärnet dock 4-7 månader.

### Civilt försvar
Det civila försvaret och det psykologiska försvaret skall stärkas.